# キムコ・グランドディンク
グランドディンク (Grand Dink) は、台湾のオートバイメーカーキムコが2003年から製造販売している50cc〜250ccまでの水冷4サイクル（50ccのみ2サイクル）単気筒エンジンを搭載したスクータータイプのオートバイである。

## 概要
当初は台湾国内向けであったものを、キャブレータセッティング等を変更し、国内では車種が少ない125ccサイズの大型スクーターとして輸入販売された。国内での正規代理店は「キムコジャパン」となる。その後、150cc、250ccの各モデルがそれぞれ輸入販売された。50ccモデルは、並行輸入の形で国内に入ってきている模様である。全モデルに於いて、12インチタイヤを使用、メーター内にタコメーターが装備されるなど、走りも意識したモデルである。
ライバル車種は台湾ヤマハ製造のマジェスティ125、同台湾のSYM(サンヤン)社が製造するRVシリーズ(RV125/250等)である。

## モデル一覧

### Grand Dink125

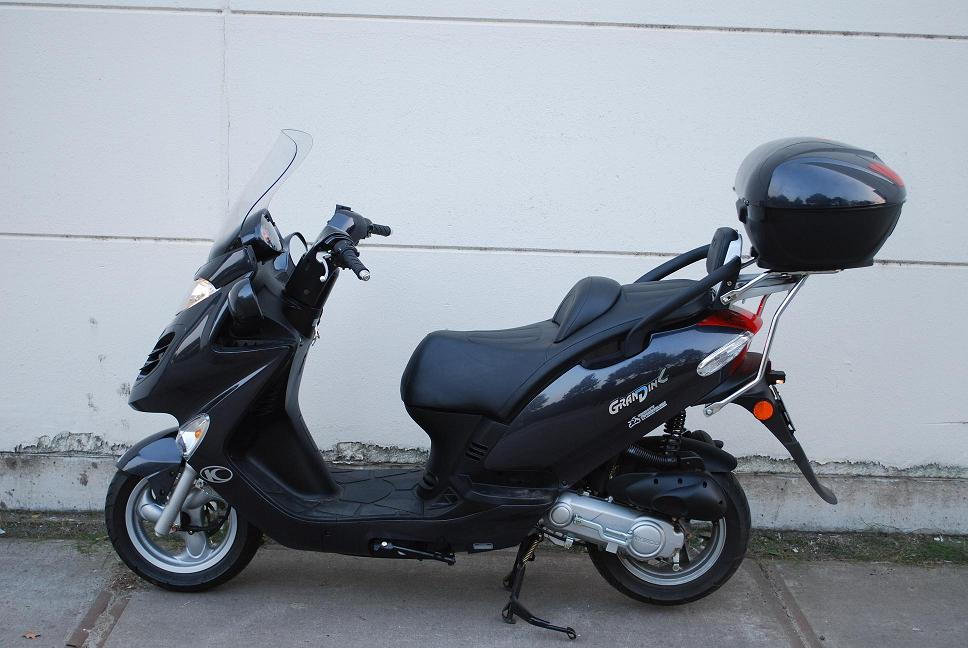
Grand Dink125

Grand Dink125それまで国内で販売されていた125ccスクーターとは異なり、同クラス最大級の車体に40Ｌ越えの大容量メットインスペースを確保したモデルである。
エンジンには水冷4サイクル単気筒エンジンが用いられ、前後輪には12インチのイタリア製ホイールが採用されている。また、前後ブレーキには2POTディスクブレーキが使用されている。
初期のモデルは車両の全長、特にシート以後の形状が現行モデルよりも短くなっており、マイナーチェンジモデルのType X/K/Zの登場で、シートとシートカウル形状が変更され、シート高も20mm低くなり、ホイールベースには45mmの延長がなされローロングスタイルになった。グレード分類は、TypeXはMC後のベースグレード、TypeKにはキーシャッターが搭載、TypeZにはキーシャッターと電動格納サイドミラーが搭載となる。
フロアの形状はフラットで、ビール缶の箱などを置くこともできる。また、メットイン内には12Vのシガーソケットが標準装備、電動格納式サイドミラー(TypeZにのみ装着)、タンデムバー、タンデムバックレスト標準装備など、豪華装備が売りだった。
走りも、ボディーの大きさからは想像し難いほど力強く、国産他種よりもパワーがあった。
しかし、新車装着のドライブベルトに不具合があり、走行距離に比例すること無く切れてしまうという問題点があった。
この点に関して、メーカーからリコールの扱いにはなっていない。

### Grand Dink150
Grand Dink150上記の125ccモデルのエンジンを水冷4サイクル単気筒150ccエンジンに置き換えたものである。駆動系部品や給排気系部品等に125ccモデルと互換性がある。

### Grand Dink250
Grand Dink250125ccモデルのエンジンを水冷4サイクル単気筒250ccエンジンに置き換えたものである。エンジン廻り以外の装備に125/150ccモデルとの差は無いが、150ccモデルとは異なりエンジン廻りの部品に互換性などは無い。